# Tower, Irland
Tower är en ort i republiken Irland.   Den ligger i grevskapet County Cork och provinsen Munster, i den södra delen av landet, 230 km sydväst om huvudstaden Dublin. Tower ligger 94 meter över havet och antalet invånare är 3 306.
Terrängen runt Tower är huvudsakligen platt, men söderut är den kuperad. Runt Tower är det tätbefolkat, med 286 invånare per kvadratkilometer. Närmaste större samhälle är Cork, 9,1 km öster om Tower. Trakten runt Tower består i huvudsak av gräsmarker.